# 南马里兰迪亚
南马里兰迪亚是巴西巴拉那州的一个市镇。总面积384.424平方公里，总人口9193人，人口密度23.9人/平方公里。